# Дубениц
Дубениц (пол. Dubenitz) — польский дворянский герб.
Внесён в Часть 1 Гербовника дворянских родов Царства Польского, стр. 185.

## Описание
В щите напол-разделённом, в правом голубом поле, лиса, поднявшаяся на дыбки, а в левом серебряном — белый пёс с красным ошейником в таком же положении, обращённые друг к другу. В навершии шлема дворянская корона.

## Герб используют
Райские (Рейские), выехавшие из Пильзена.
Род баронов Рейских-Дубениц возведён в дворянство Римским императором Карлом V, 12 октября 1531 года.
Грамотой Римского императора Карла VI, от 24 сентября / 4 октября 1723 года, рыцарь Иоганн-Стефан Рейский фон-Дубениц возведён, с нисходящим его потомством, в баронское королевства Богемского достоинство.
Высочайше утверждённым, 12 ноября 1857 года, мнением Государственного Совета Экмюль-Иосиф-Константин, Чеслав-Антон-Игнатий и Вацлав-Карл-Артур Францевичи-Ксаверьевичи Рейские-Дубениц, с нисходящим их потомством, подтверждены в баронском достоинстве.